# إدي هيرن
إدي هيرن (بالإنجليزية: Eddie Hearne) هو سائق سيارة سباق ومهندس أمريكي، ولد في 20 أكتوبر 1911 في كانساس سيتي في الولايات المتحدة، وتوفي في 9 فبراير 1955 في إنديانابوليس في الولايات المتحدة.

## وصلات خارجية
- إدي هيرن على موقع DriverDB.com (الإنجليزية)